# حسين طهراني
حسين طهراني (1912- 26 فبراير 1974) (بالفارسية: حسین تهرانی) كان موسيقيًا إيرانيًا وعازف كاسور. طور آلة الكاسور ليمكن عزفها بمفردها، بالإضافة إلى دورها السابق كأداة مرافقة. أضاف طهراني إلى إمكانيات الآلة الموسيقية بـطرق عزف إضافية وعزف على آلته بنبرات صوت مختلفة.